# Alexander Vencel (1944)
Alexander Vencel (Ilva Mare, 8 febbraio 1944) è un allenatore di calcio ed ex calciatore cecoslovacco, dal 1993 slovacco, di ruolo portiere. Campione europeo con la Cecoslovacchia nel 1976. Il figlio Alexander Vencel junior è stato anch'egli un calciatore di ruolo portiere.

## Carriera

### Club
Originario della Transilvania, si trasferì giovane con la famiglia in Cecoslovacchia. Nel 1958 si aggregò al TJ Dimitrov Bratislava, che si fuse nel 1960 con lo Slovan Bratislava. Tra il 1963 e il 1965 fece il servizio militare nel Dukla Komárno prima di ritornare allo Slovan, con cui giocò ininterrottamente fino al 1977 vincendo due campionati cecoslovacchi ed una coppa nazionale.
Successivamente fu ceduto allo Plastika Nitra, mentre nel 1980 passò all'estero agli austriaci dello Slovan Wien, con cui terminò di giocare due anni dopo.
Vanta 321 presenze nella massima serie cecoslovacca.

### Nazionale
Con la Cecoslovacchia collezionò 25 partite. Debuttò il 19 maggio 1965 contro la Romania (3-1) in un match valido per le qualificazioni al campionato del mondo 1966, mentre giocò la sua ultima partita il 30 maggio 1977 contro il Galles (0-3).
Partecipò al campionato del mondo 1970 ed al vittorioso campionato d'Europa 1976.

## Palmarès

### Giocatore

#### Competizioni nazionali
- Campionato cecoslovacco: 3

Slovan Bratislava: 1969-1970, 1973-1974, 1974-1975
- Coppa di Cecoslovacchia: 2

Slovan Bratislava: 1967-1968, 1973-1974

#### Competizioni internazionali
- Coppa delle Coppe: 1

Slovan Bratislava: 1968-1969
- Coppa Piano Karl Rappan: 6

Slovan Bratislava: 1968, 1970, 1972, 1973, 1974, 1977

#### Nazionale
- Campionato d'Europa: 1

Jugoslavia 1976